# Ходкевич, Илья Владиславович
Илья Владиславович Ходкевич — белорусский боец смешанных боевых искусств, выступающий в лёгком весе в лиге ACA.

## Спортивные достижения
- Кубок мира по боевому самбо (2017) — ;
- Призер чемпионатов мира и Европы по боевому самбо;
- Мастер спорта международного класса по боевому самбо[1][2].

## Статистика ММА
| Боёв 9          | Побед 7 | Поражений 2 |
| --------------- | ------- | ----------- |
| Нокаутом        | 1       | 0           |
| Сдачей          | 0       | 0           |
| Решением        | 6       | 2           |
| Ничьи           | 0       | 0           |
| Не состоявшихся | 0       | 0           |

| Результат | Рекорд | Соперник            | Способ                                    | Турнир                                  | Дата             | Раунд | Время | Место | Примечание        |
| --------- | ------ | ------------------- | ----------------------------------------- | --------------------------------------- | ---------------- | ----- | ----- | ----- | ----------------- |
| Поражение | 7-2    | Байзет Хатхоху      | Решением (единогласным)                   | ACA 137: Магомедов - Матевосян          | 6 марта 2022     | 3     | 5:00  |       |                   |
| Поражение | 7-1    | Висхан Магомадов    | Решением (единогласным)                   | ACA 128: Гончаров - Омельянчук          | 11 сентября 2021 | 3     | 5:00  |       |                   |
| Победа    | 7-0    | Пламен Бачваров     | Решением (единогласным)                   | ACA 121: Гасанов - Дипчиков             | 9 апреля 2021    | 3     | 5:00  |       |                   |
| Победа    | 6-0    | Ислам Умаров        | Решением (единогласным)                   | ACA YE 15 ACA Young Eagles              | 19 декабря 2020  | 3     | 5:00  |       |                   |
| Победа    | 5-0    | Курбанали Исабеков  | Решением (единогласным)                   | Fight Nights Global 98: Амиров - Бикрев | 25 сентября 2020 | 3     | 5:00  |       |                   |
| Победа    | 4-0    | Ахмед Инасаламов    | Решением (единогласным)                   | BYE 11 Berkut Young Eagles              | 2 ноября 2019    | 3     | 5:00  |       |                   |
| Победа    | 3-0    | Муху Сурхаев        | Решением (единогласным)                   | Colosseum FC - Battle of Champions 6    | 16 июня 2019     | 3     | 5:00  |       |                   |
| Победа    | 2-0    | Умар Чутуров        | Техническим нокаутом (остановка доктором) | GR Promotion - Thunder 14               | 25 мая 2019      | 1     | 4:0   |       |                   |
| Победа    | 1-0    | Абдимуса уулу Манас | Решением (единогласным)                   | FFP 6 Fight Family Promotion 6          | 11 ноября 2018   | 2     | 5:00  |       | Дебют в проф. ММА |